# Ostanovilsja pojezd
Ostanovilsja pojezd (russisk: Oстановился пoeзд) er en sovjetisk spillefilm fra 1982 af Vadim Abdrasjitov.

## Medvirkende
- Oleg Borisov som German Ivanovitj Ermakov
- Anatolij Solonitsyn som Igor Malinin
- Mikhail Gluzskij som Pjotr Filippovitj Pantelejev
- Nina Ruslanova som Marija Ignatjevna
- Ljudmila Zajtseva som Timonina